# Libel (právo)
Libel (urážka na cti) je institutem anglosaského práva, tzv. common law. Libel je hanobení psanými či tištěnými slovy, obrázky, nebo v jakékoli jiné formě než mluveným slovem nebo gesty. Libel je dále trestný čin publikování takového hanobení. V užší smyslu je libel formální písemné prohlášení obsahující vyjádření žalobce nebo důvody udělení poplatku.
Zvláštními druhy libelu jsou seditious libel (pobuřující urážka na cti), který je ale zastaralým právním institutem, uplatňuje se už pouze v kanadském trestním právu, dále blasphemous libel, který trestal rouhání, a defamation libel, urážka na cti veřejně činné osoby. V roce 2010 byly ve Spojeném království zrušeny.

## Historie

### Význam svobody tisku před rokem 1785

#### Před rokem 1695: institut předchozího schválení
Před rokem 1685 platil tzv. Licensing Act. Ze znění tohoto zákona vyplývalo, že musely být všechny tiskoviny před tím, než byly publikovány, předběžně schváleny v daném znění, jinak nakladatel nezískal licenci k publikování. Toto omezení se týkalo dokonce i výtisků Bible. V roce 1695 nebyl tento zákon tzv. obnoven, což znamená, že nadále již nebyl účinný.

#### Licensing Act 1695
Po roce 1695 se již neuplatňuje institut předchozího schválení, ale nově se zavádí tzv. trest po publikaci. Trest po publikaci znamená, že dílo nepodléhalo předběžné kontrole, avšak nakladatel byl plně odpovědný za obsah publikovaného díla a pokud byl obsah díla nevhodný, musel počítat se sankcí.

## Libel, seditious libel
Tehdejší právo rozlišovalo tzv. libel (urážku na cti) a seditious libel (pobuřující urážku na cti).

### Skutková podstata – historicky

#### Skutková podstata libelu (urážky na cti)
1. Za libel se považovala tištěná slova, která poškodila pověst dotčené osoby a to tím, že ji uvedla v opovržení a učinila ji terčem posměchu.
2. Dále slova tištěná se zlým úmyslem osobu poškodit. Platila zásada, že pravda není vždy obhajoba, což znamená, že i když bylo prokázáno, že otištěné bylo pravdivé, odpovědnost nezanikala. Nakladatel byl povinen nahradit škodu poškozenému.

#### Skutková podstata seditious libelu pobuřující urážky na cti
1. Za seditious libel byla považována tištěná slova, která kritizovala vládu, úředníka nebo instituci takovým způsobem, který mohl podněcovat k pohrdání, nenávisti či nedůvěře k osobě či instituci.
2. Platí zásada, že pravda není vždy obhajoba.
3. Tato skutková podstata byla poprvé použita Star Chamber (Hvězdnou komorou) za Tudorovců, později uplatňována u obecných soudů porotami.[2]

### Kritika pod ochranou vlády
Ne všechna kritika vládních úředníků a institucí mohla být postihována jako seditious libel (pobuřující urážka na cti).
Bez postihu bylo možno
1. Podat stížnost na úředníka pro jednání v rozporu se zákonem nebo pro údajnou zkorumpovanost. Pokud vyšetřování potvrdilo, že stížnost byla opodstatněná, stěžovatel nebyl postihnut za obsah stížnosti.
2. Podat petici vládě, kterou byla požadována změna vládní politiky. Tato žádost zůstala bez postihu, i pokud obsahovala kritiku stávající politiky.
3. Podat odvolání vůči rozhodnutí nižšího soudu, i pokud toto odvolání upozorňovalo na chyby učiněné nižším soudem.

Platilo ale, že dokumenty zmíněné v předchozích třech bodech musely být psány jazykem uctivým vůči dané osobě nebo instituci.

### Soudní proces ve věci seditious libelu (pobuřující urážky na cti)
Soudní proces ve věci seditious libelu (pobuřující urážky na cti) zvýhodňoval vládu oproti protistraně. V průběhu procesu platila zásada, že pravda není vždy obhajoba. Soudní porota mohla o vině či nevině rozhodnout jedině pokud bylo prokázáno, že obžalovaný publikoval daný materiál. Předmětem zkoumání tedy nebyly soukromé spisky a názory poddaných. Úkolem soudce bylo rozhodnout, zda daný materiál mohl podněcovat k pohrdání či nenávisti k dané osobě či instituci, či zda ji mohl učinit terčem posměchu nebo uvést v opovržení.

### Tresty za libel (urážku na cti) a za seditious libel (pobuřující urážku na cti)
Obvyklým trestem byla pokuta, dále krátké uvěznění či veřejné bičování, náhrada škody, veřejná omluva.

## Významné soudní procesy týkající se libelu
Za významné soudní procesy, které se týkaly libelu, se považují Jagger Trial, Avery Trial, The Trial of John Peter Zenger.